# Виробництво кави в Ефіопії

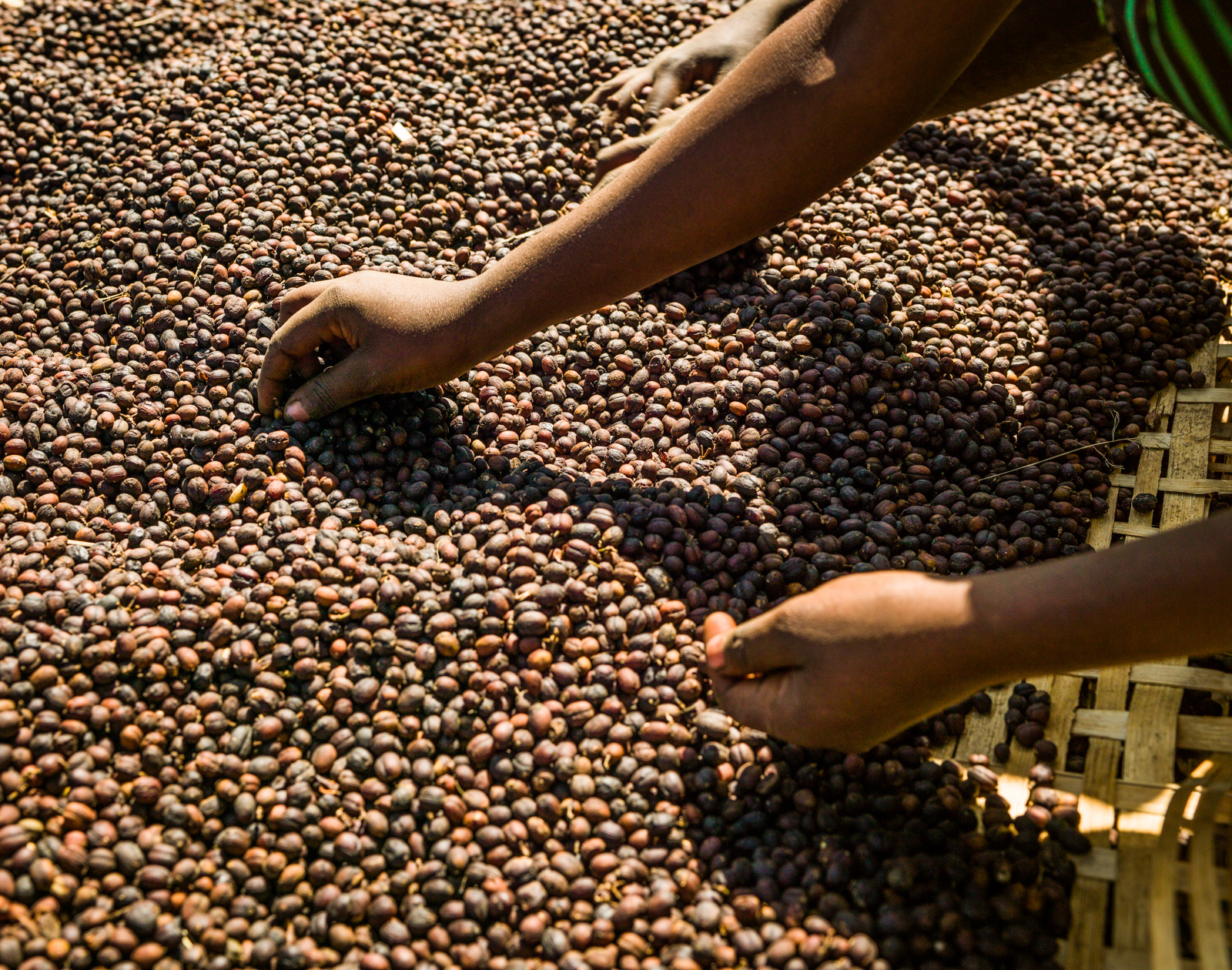
Приклад процесу сортування кавових зерен у Хавассі, регіон Сідама

Виробництво кави в Ефіопії є давньою традицією, яка налічує десятки століть. Рослина аравійської кави, відомої як арабіка, походить саме з Ефіопії. Кава є важливою для економіки Ефіопії, на неї припадає близько 17 % світового ринку кави; близько 30-35 % іноземного доходу надходить від кави, причому приблизно 15 мільйонів населення покладаються на певні аспекти виробництва кави як засоби до існування.

## Історія
Рослина кави походить з Ефіопії. Згідно з легендою, пастух у IX столітті в регіоні Каффа відкрив кавову рослину після того, як його кози з'їли плоди кави та отримали прилив енергії. Але перша згадка про це з'явилася в письмовій формі у 1671 році. Після Ефіопії каву як напій почали вживати у Ємені, ймовірно, приблизно в VI столітті, хоча походження споживання кави невідоме. З Ємену кава поширилася в Стамбул, Каїр і Дамаск. Ефіопські християни утримувалися від вживання кави оскільки вона асоціювалася з мусульманами аж до XIX століття.

### Політика та Ефіопська товарна біржа
З 1974 по 1991 рік в Ефіопії панувала марксистська диктатура. Ферми з виробництва кави були об'єднані у великі колективні господарства та зобов'язувались продавати кавові зерна державі за субсидованою ціною. Після 1991 року уряд дозволив фермерським господарствам створювати кооперативи та встановлювати справедливі ціни. У 2008 році була заснована Ефіопська товарна біржа (ECX), щоб забезпечити розвиток ефективної торгівлі. Через неї кава перепаковується та класифікується, а потім продається тому, хто запропонує найвищу ціну. Ефіопська товарна біржа зробила каву більш стабільною на смак і підняла ціни для виробників. Це також позбавило покупця інформації про оригінальне регіональне походження кави. Відстежити каву зараз складно, і обсмажувачі не можуть надати повністю точну інформацію про ефіопську каву, придбану в ECX. На сьогодні на ECX припадає 90 % всієї кави в Ефіопії, але закупівля через кооперативи стає все більш поширеною.

## Виробництво

2018 карта кавових зон Ефіопії

Ефіопія є п'ятим у світі виробником кави та лідером в Африці. Понад 4 мільйони дрібних фермерів виробляють каву. Половину кави споживають ефіопи, і країна лідирує на континенті за внутрішнім споживанням. Основними ринками для ефіопської кави є ЄС (приблизно половина експорту), Східна Азія (приблизно чверть) і Північна Америка. Загальна площа, яка використовується для вирощування кави, складає приблизно 4 000 кв. км. Точна площа невідома. Спосіб виробництва не сильно змінився, майже вся робота, культивація та сушіння, все ще виконується вручну. Ефіопську каву можна розділити на три основні категорії залежно від способу виробництва: лісова кава з диких кавових дерев, що вирощуються переважно на південному заході країни; садова кава з дерев, які зазвичай висаджують навколо садиби чи іншого житла; плантаційна кава з дерев, які інтенсивно вирощуються на великих фермах.

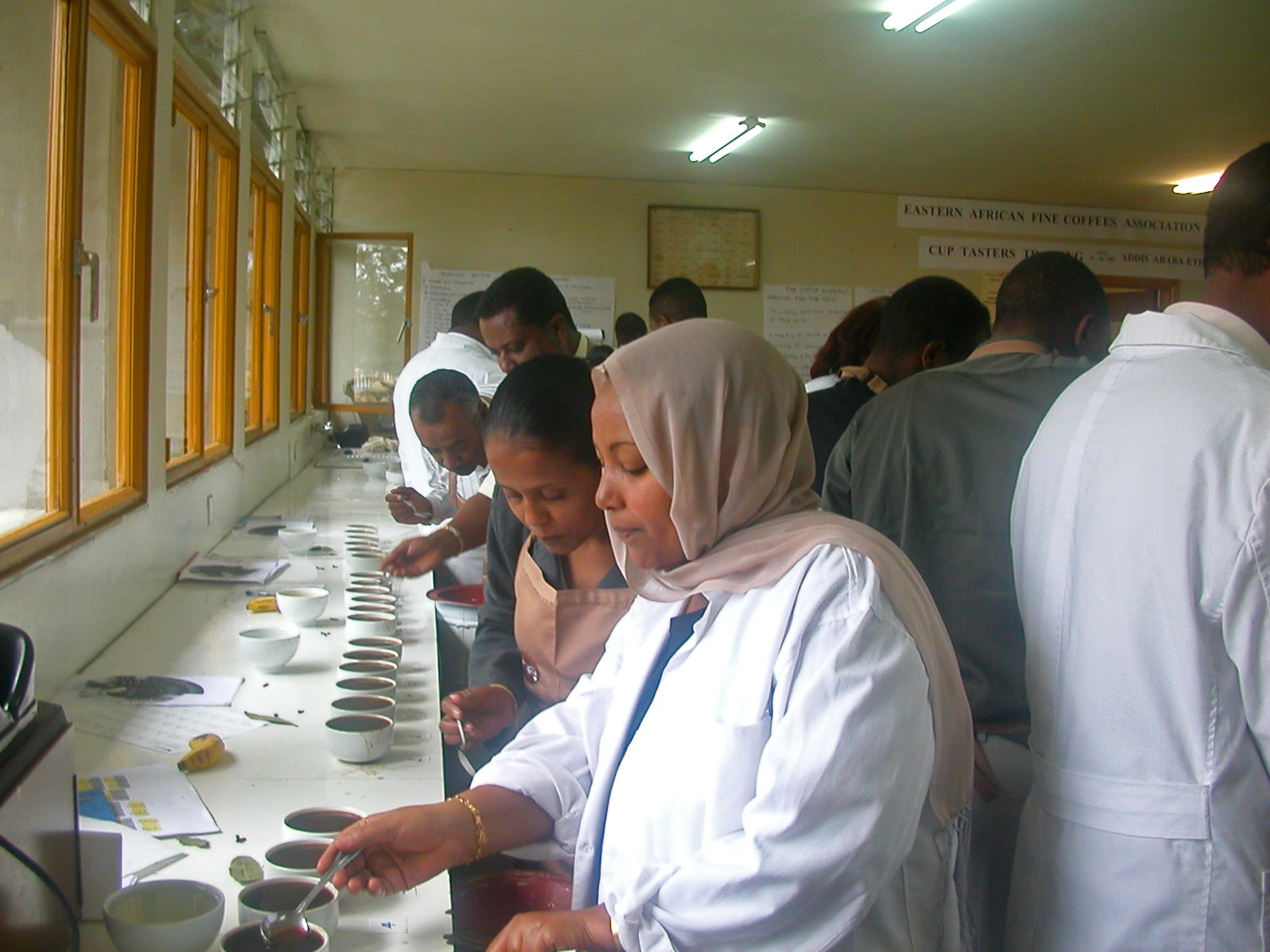
Навчальний семінар для дегустаторів кави (каперів) 2003 рік

Доходи від експорту кави складають 10 % річного державного доходу.

## Кавові боби

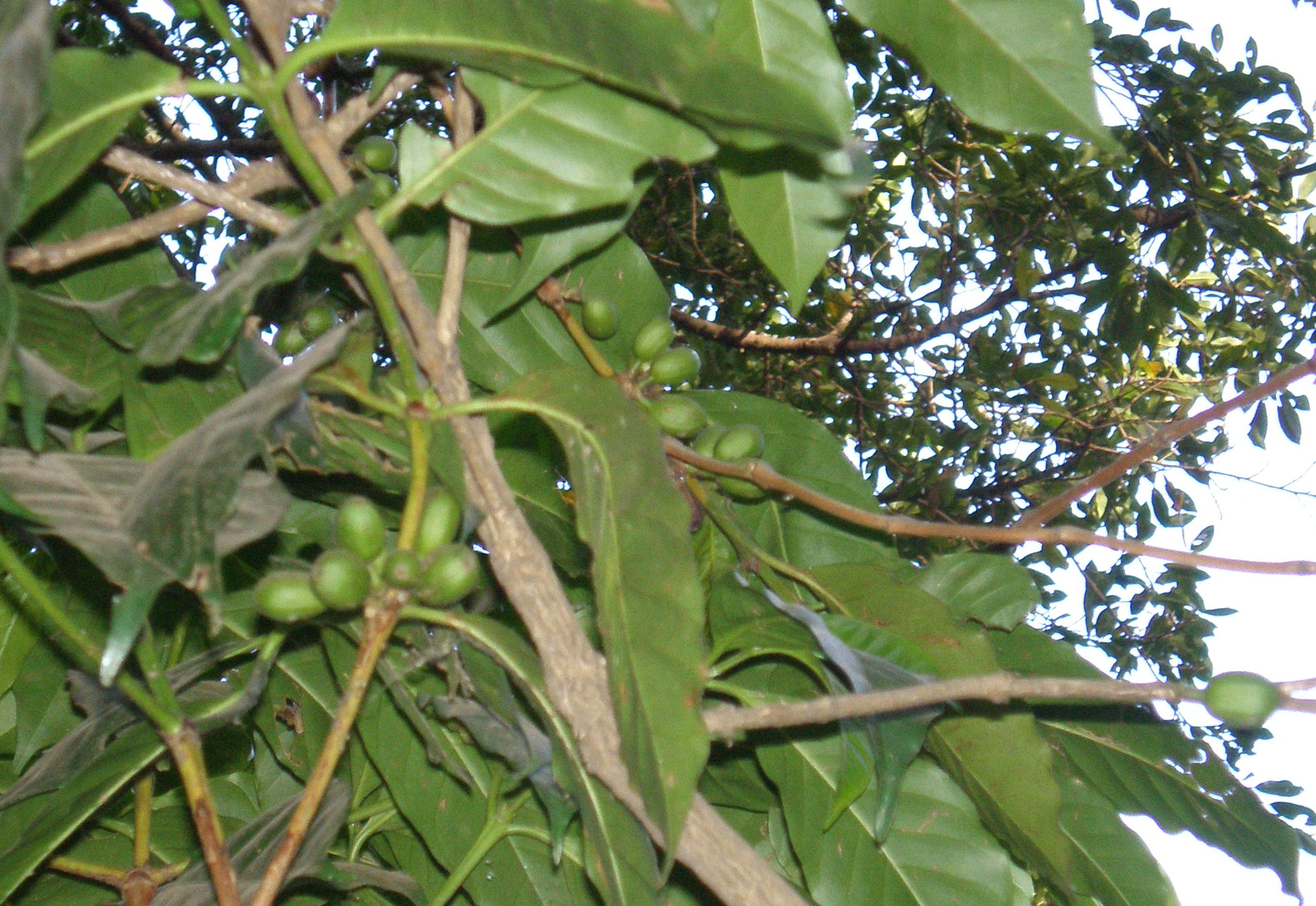
Дерево кави арабіка на озері Тана в Бахір-Дар

Ефіопську арабіку можна розділити на три категорії: лонгберрі, шортберрі та мокко. Сорти лонгберрі мають найбільші боби і часто вважаються найякіснішими та найдорожими. Зерна шортберрі менші, ніж лонгберрі, але вважаються у Східній Європі бобами високого сорту. Також високо цінуються зерна мокко. Мокко Харар мають складні шоколадні, пряні та цитрусові нотки.

### Регіональні сорти

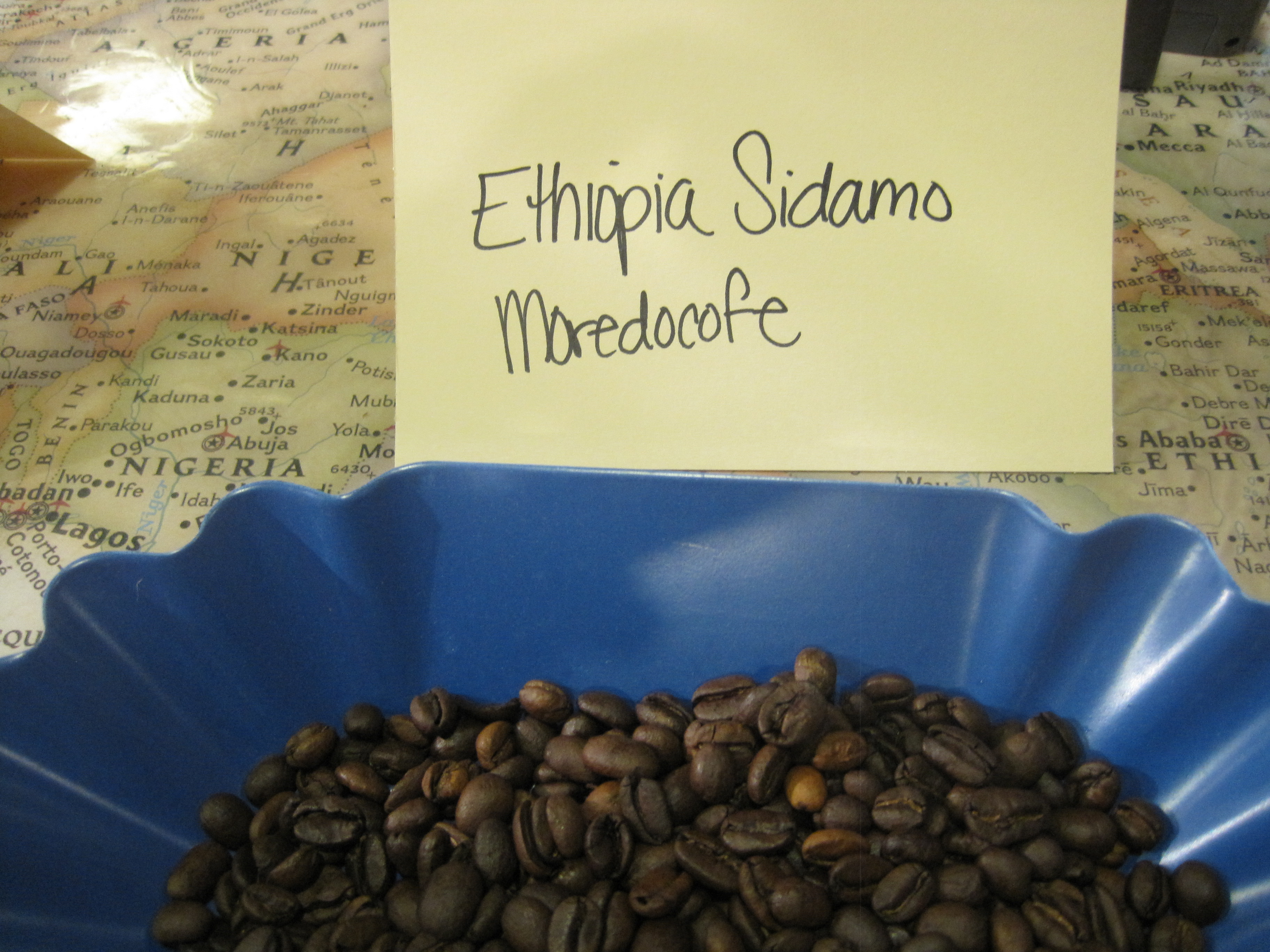
Ефіопські зерна сидамо

Ефіопські кавові зерна, вирощені в регіонах Харар, Іргачеффе, Ліму, Джимма або Каффа, зберігаються окремо та продаються під їхньою регіональною назвою. Ці регіональні сорти є торговими марками, права на які належать Ефіопії.

#### Сидамо
Дуже ймовірно, що в цьому регіоні та його околицях є місце, звідки кава походить. Кава сидамо добре збалансована, з нотами капи, що демонструють ягоди та цитрусові зі складною кислотністю. Кава родом з провінції Сидамо в ефіопському нагір'ї на висоті від 1500 до 2200 метрів над рівнем моря. На цих висотах кавові зерна можна кваліфікувати як високорослі. Тут ефіопська кава росте повільніше і, отже, має більше часу для засвоєння поживних речовин і розвитку більш міцного смаку залежно від місцевого клімату та умов ґрунту. Найбільш характерними смаковими нотами, які можна знайти у всіх сортах кави сидамо, є лимон і цитрусові з яскравою хрусткою кислинкою. Кава сидамо включає каву Yirgachefe та каву Guji.

#### Геніка
«Ефіопська Геніка» є різновидом арабіки, що вирощується виключно в зоні Бенч Маджі в Ефіопії. Як і більшість африканських сортів кави, має маленькі сіруваті зерна, але цінується за глибокий, пряний шоколадний смак і квітковий аромат.

#### Харар
Харар знаходиться в східному нагір'ї Ефіопії. Це одне з найдавніших кавових зерен, яке відоме своїм характерним фруктовим, винним смаком. Оболонки кавових зерен використовуються в чаї під назвою хашер-кахва. Боби середнього розміру з зеленувато-жовтуватим забарвленням. Має середню кислотність і повне тіло та характерний смак мокко. Харар — це сухе оброблене кавове зерно, сортування та обробка якого майже повністю виконується вручну. Але, попри це, робітники надзвичайно добре знають, як класифікується кожна квасоля.
Каффа
Кава Каффа названа на честь регіону, з якого вона походить, Каффа, розташованого на південному заході Ефіопії. Це також батьківщина рослини арабіка, мати всіх інших кавових рослин арабіки. Кава росте в дикому вигляді посеред густих лісів, на висоті від 1400 до 2100 метрів над рівнем моря. Таким чином, каффа — лісова кава, але її також можна зустріти як напівлісову каву.

## Вплив зміни клімату
Раніше висота, температура та ґрунт Ефіопії слугували можливостями для виробництва кави. Зараз Ефіопія стикається з обмеженнями, пов'язаними зі зміною клімату. Середньорічна температура Ефіопії швидко зросла. Прогнозується, що до 2060 року вона зросте ще на 1,1-3,1 градуса Цельсія. Підвищення температури безпосередньо пов'язане з інвазивними шкідниками та розвитком хвороб, що може призвести до втрати виробництва, якщо їх ігнорувати. Також зростає невизначеність річних погодних умов. Зростає тривалість сухого сезону, що зменшує кількість опадів в ефіопських лісах, де вирощується кава. Крім того, втрата лісів в Ефіопії загрожує вирощуванню кави, усуваючи необхідні фактори, такі як лісовий покрив, необхідний для зниження температури повітря та ґрунту. Це може знизити врожайність кави на 70 %. Щоб підвищити стійкість, може знадобитися перенесення кавових ферм у більш відповідні райони, ймовірно, на висоті, щоб підтримувати виробництво кави в Ефіопії та економіку Ефіопії. Крім того, адаптація сільського господарства може забезпечити стійкість і підвищити продуктивність. Ці адаптації включають зрошення для підтримки вологості ґрунту, управління тінню дерев для захисту лісового покриву, мульчування для кращої родючості ґрунту, терасування для покращення якості ґрунту та зменшення стоку води та обрізання для максимізації потенціалу врожаю.